# Cinco Dias de Milão
Os Cinco Dias de Milão foi o maior evento revolucionário de 1848 e o início da Primeira Guerra de Independência Italiana. Em 18 de março, uma rebelião surgiu na cidade de Milão, e em cinco dias de combates nas ruas levou o marechal Radetzky e seus soldados austríacos a se retirarem da cidade.
Em 1848, os cidadãos de Milão lançaram uma campanha anti-austríaca, logo no dia primeiro de janeiro. No dia de Ano Novo em Milão começou a boicotar o jogo e tabaco, que eram monopólios austríacos e trouxe mais de 5 milhões de liras por ano. Arquiduque Rainer Joseph da Áustria, vice-rei de Lombardo-Vêneto, retaliou ordenando a retirada da polícia com os charutos para provocar a multidão.

O boicote culminou em uma batalha de rua sangrenta no terceiro dia de janeiro, quando soldados austríacos, estavam sendo insultados e apedrejados por uma multidão enfurecida. Agora, os soldados se reuniram em grupos de uma dúzia e cobrado a multidão com espadas e baionetas, matando cinco e ferindo outros 59.
Radetzky ficou horrorizado com as obras de suas tropas e confinou-as a cinco dias de quartel.
Os protestos duraram mais dois meses depois, quando a notícia chegou a Milão da insurreição em Viena, e da queda de Metternich, os cidadãos de Milão às ruas novamente, em 18 de março.

## História
Quase em simultâneo com as revoltas populares de 1848 no Reino Lombardo-Vêneto, em 18 de março daquele ano, a cidade de Milão também subiu. Esta foi a primeira evidência de quão eficaz iniciativa popular, guiado por aqueles no Risorgimento, foi capaz de influenciar Carlos Alberto da Sardenha.
A guarnição austríaca em Milão foi bem equipados e comandado por um experiente general Josef Radetzky, que apesar de ter mais de 80 anos de idade, foi enérgica e rígida, a verdadeira expressão de severidade militar austríaco. Radetzky não tinha nenhuma intenção de ceder à revolta.
No entanto, toda a cidade lutou pelas ruas, erguendo barricadas, disparando de janelas e telhados, e exortando a população rural a se juntar a eles. Eles formaram um governo provisório de Milão presidida pelo podestà, Gabrio Casati e um conselho de guerra sob Carlo Cattaneo. O Martinitt (crianças do orfanato) trabalharam como mensageiros de todas as partes da cidade.
Radetzky viu a dificuldade de resistir sob cerco no centro da cidade, mas ao mesmo tempo com medo de serem atacados pelo exército e os camponeses do campo, ele preferiu se retirar. Na noite de 22 de março de 1848, os austríacos se retiram para o "Quadrilatero" (a zona fortificada composta de quatro cidades de Verona, Legnago, Mântua e Peschiera del Garda), levando consigo vários reféns presos no início da revolta. Enquanto isso, o resto do território de Lombardo-Vêneto estava livre.
Em memória desses dias, o jornal oficial do governo temporário nasceu, chamado simplesmente de Il 22 marzo (22 de março), que começou a ser publicada em 26 de março, no Palazzo Marino, sob a direção de Carlo Tenca. Um monumento a revolta foi erguido pelo escultor Giuseppe Grandi foi construído no agora Porta Vittoria.